# Pseudolimnophila
Pseudolimnophila is een muggengeslacht uit de familie van de steltmuggen (Limoniidae).

## Soorten

### OndergeslachtCalolimnophila
- P. (Calolimnophila) alboapicata Alexander, 1955
- P. (Calolimnophila) comes Alexander, 1930
- P. (Calolimnophila) imperita Alexander, 1949
- P. (Calolimnophila) interstincta Alexander, 1956
- P. (Calolimnophila) mauritiana Alexander, 1954
- P. (Calolimnophila) niveicoxa Alexander, 1958
- P. (Calolimnophila) octoseriata Alexander, 1951
- P. (Calolimnophila) princeps Alexander, 1921
- P. (Calolimnophila) rex Alexander, 1920
- P. (Calolimnophila) sottiauxi Alexander, 1956
- P. (Calolimnophila) subimperita Alexander, 1976
- P. (Calolimnophila) subprinceps Alexander, 1972
- P. (Calolimnophila) xanthomelania Alexander, 1960

### OndergeslachtPseudolimnophila
- P. (Pseudolimnophila) apicinigra Alexander, 1936
- P. (Pseudolimnophila) aurantiaca Alexander, 1920
- P. (Pseudolimnophila) auranticollis Alexander, 1958
- P. (Pseudolimnophila) auripes Alexander, 1931
- P. (Pseudolimnophila) australina Alexander, 1927
- P. (Pseudolimnophila) bisatrata Alexander, 1950
- P. (Pseudolimnophila) brunneinota Alexander, 1933
- P. (Pseudolimnophila) cinctifemur Alexander, 1920
- P. (Pseudolimnophila) compta Alexander, 1930
- P. (Pseudolimnophila) concussa Alexander, 1936
- P. (Pseudolimnophila) contempta (Osten Sacken, 1869)
- P. (Pseudolimnophila) costofimbriata Alexander, 1927
- P. (Pseudolimnophila) chikurina Alexander, 1930
- P. (Pseudolimnophila) chrysopoda Alexander, 1949
- P. (Pseudolimnophila) descripta Alexander, 1928
- P. (Pseudolimnophila) dravidica Alexander, 1974
- P. (Pseudolimnophila) dundoensis Alexander, 1963
- P. (Pseudolimnophila) ebullata Stary, 1982
- P. (Pseudolimnophila) eremnonota Alexander, 1960
- P. (Pseudolimnophila) ernestina Alexander, 1953
- P. (Pseudolimnophila) exsul Alexander, 1950
- P. (Pseudolimnophila) flavithorax Alexander, 1956

- P. (Pseudolimnophila) frugi (Bergroth, 1888)
- P. (Pseudolimnophila) fusca (Brunetti, 1918)
- P. (Pseudolimnophila) glabra (Brunetti, 1918)
- P. (Pseudolimnophila) honesta (Brunetti, 1912)
- P. (Pseudolimnophila) illegitima Alexander, 1931
- P. (Pseudolimnophila) inconcussa (Alexander, 1913)
- P. (Pseudolimnophila) inornata (Osten Sacken, 1869)
- P. (Pseudolimnophila) kambaitiae Alexander, 1954
- P. (Pseudolimnophila) legitima Alexander, 1931
- P. (Pseudolimnophila) lucorum (Meigen, 1818)
- P. (Pseudolimnophila) luteipennis (Osten Sacken, 1860)
- P. (Pseudolimnophila) luteitarsis Alexander, 1930
- P. (Pseudolimnophila) megalops Alexander, 1942
- P. (Pseudolimnophila) melanura Savchenko, 1984
- P. (Pseudolimnophila) monomelania Alexander, 1963
- P. (Pseudolimnophila) multipunctata (Brunetti, 1912)
- P. (Pseudolimnophila) noveboracensis (Alexander, 1911)
- P. (Pseudolimnophila) nycteris Alexander, 1937
- P. (Pseudolimnophila) palmeri (Alexander, 1915)
- P. (Pseudolimnophila) pallidicoxa (Brunetti, 1912)
- P. (Pseudolimnophila) pluto Alexander, 1939
- P. (Pseudolimnophila) plutoides Alexander, 1948
- P. (Pseudolimnophila) polytila Alexander, 1955
- P. (Pseudolimnophila) productivena Alexander, 1951
- P. (Pseudolimnophila) projecta Alexander, 1937
- P. (Pseudolimnophila) rhanteria Alexander, 1927
- P. (Pseudolimnophila) rhodesiae (Alexander, 1921)
- P. (Pseudolimnophila) senex Alexander, 1920
- P. (Pseudolimnophila) seniorwhitei Alexander, 1927
- P. (Pseudolimnophila) sepium (Verrall, 1886)
- P. (Pseudolimnophila) seticostata Alexander, 1936
- P. (Pseudolimnophila) spatiosa Alexander, 1965
- P. (Pseudolimnophila) subaurantiaca Alexander, 1956
- P. (Pseudolimnophila) subhonesta Alexander, 1974
- P. (Pseudolimnophila) supplementa Alexander, 1945
- P. (Pseudolimnophila) telephallus Alexander, 1957
- P. (Pseudolimnophila) varipes Alexander, 1920
- P. (Pseudolimnophila) xantha Alexander, 1955
- P. (Pseudolimnophila) zelanica Alexander, 1958